# فرخة
فرخة قرية فلسطينية زراعية في محافظة سلفيت شمال الضفة الغربية. يبلغ عدد سكانها حوالي 1,650 نسمة حسب التعداد العام للسكان عام 2017، وتبلغ مساحتها 5,675 دونم. ومن القرى التي احتلت عام النكسة. وهي القرية البيئية الأولى في فلسطين.

## التاريخ الحديث والمعاصر
عُثر على قطع أثرية تعود إلى العصور البرونزي الأوسط، الحديدي الأول والثاني، الفارسي، الهلنستية، الرومانية، البيزنطية، الصليبية والأيوبية.

### الدولة العثمانية
تبعت فرخة إلى الإمبراطورية العثمانية في عام 1517 مع كل فلسطين، وكانت تتبع ولاية شرق بيروت في الشام. في عام 1596 ظهر لأول مرة اسم فرخة في سجلات الضرائب العثمانية، حيث دفعوا معدل ثابت للضريبة بنسبة 33,3٪ على المنتجات الزراعية المختلفة، مثل القمح، والشعير، والمحاصيل الصيفية، والزيتون، والماعز، وخلايا النحل. أشار إدوارد روبنسون في عام 1838 إلى أنها «قرية صغيرة في منطقة جورة مردة».
أشار فيكتور جويرين عالم الآثار الفرنسي إلى أنها «قرية كبيرة على قمة جبلية» وذلك عندما زارها عام 1870. عام 1882، أجرى صندوق استكشاف فلسطين الغربية مسحاً للبلدة ووصفها بأنها «قرية قديمة على قمة تلة شديدة الانحدار، بيوتها من الحجر، وفيها ثلاث مقابر مقدسة، إضافة إلى ينبعين ماء شرقها».

### فلسطين الانتدابية
في عام 1917، سقطت فرخة بيد الجيش البريطاني، ودخلت البلدة مع باقي فلسطين مظلة الانتداب البريطاني على فلسطين عام 1920، وأصبحت فرخة تتبع لناحية سلفيت في قضاء نابلس في تلك الفترة حتى وقوع النكبة.
أجرت سلطات الانتداب البريطاني تعدادا عاما للسكان عام 1922، وقد بلغ عدد السكان حوالي 210 نسمة جميعهم مسلمين، ثم تزايد العدد حتى وصل إلى 304 نسمة جميعهم مسلمين في تعداد عام 1931. أما في تعداد عام 1945، فتناقص عدد سكان فرخة إلى حوالي 280 نسمة جميعهم مسلمين.

#### قرار تقسيم فلسطين
قامت هيئة الأمم المتحدة عام 1947 بمحاولة لإيجاد حل الصراع العربي اليهودي القائم على فلسطين، وقامت هيئة الأمم بتشكيل لجنة "UNSCOP" المتألّفة من دول متعدّدة باستثناء الدّول دائمة العضوية لضمان الحياد في عملية إيجاد حلّ للنزاع.

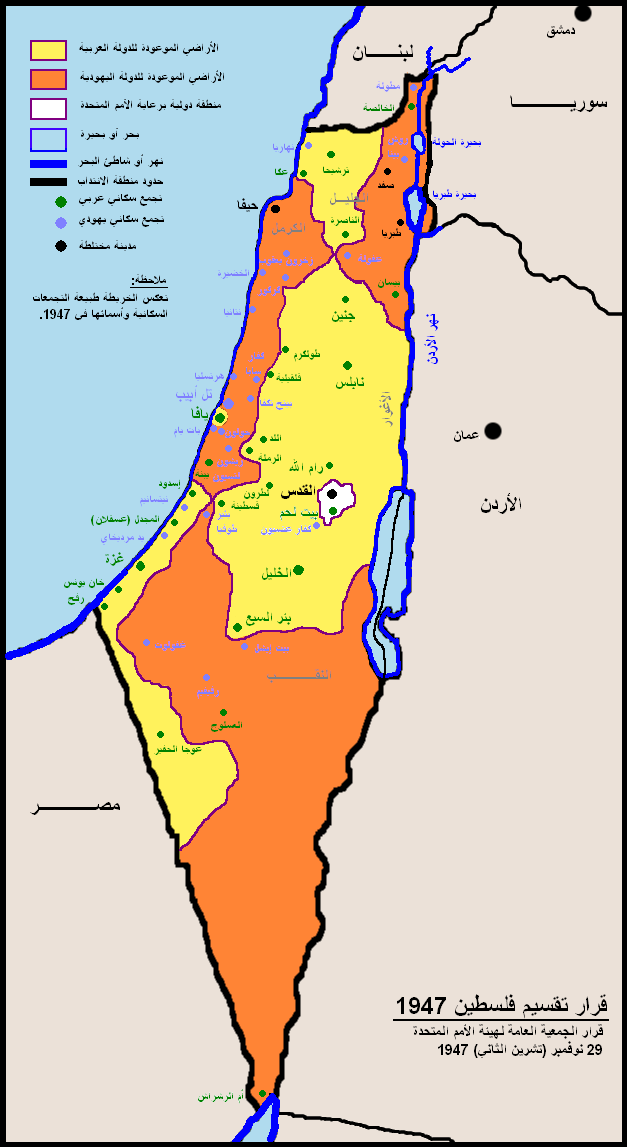
خارطة تقسيم فلسطين عام 1947، تظهر فرخة ضمن المنطقة المحددة للعرب.

قامت اللجنة بطرح مشروعين لحل النزاع، تمثّل المشروع الأول بإقامة دولتين مستقلّتين، وتُدار مدينة القدس من قِبل إدارة دولية. وتمثّل المشروع الثاني في تأسيس فيدرالية تضم كلا من الدولتين اليهودية والعربية. ومال معظم أفراد اللجنة تجاه المشروع الأول والرامي لتأسيس دولتين مستقلّتين بإطار اقتصدي موحد. وقامت هيئة الأمم بقبول مشروع اللجنة الدّاعي للتقسيم مع إجراء بعض التعديلات على الحدود المشتركة بين الدولتين، العربية واليهودية، على أن يسري قرار التقسيم في نفس اليوم الذي تنسحب فيه قوات الانتداب البريطاني من فلسطين.وكانت فرخة في ذلك الوقت قرية ضمن قضاء نابلس، التي تم الحاقها بالدولة العربية المُقترحة.

### الإدارة الأردنية
في أوائل خمسينيات القرن العشرين أتبعت فرخة للحكم الأردني بين حربي 1948 و1967، وكان عدد سكانها آنذاك حوالي 564 نسمة عام 1961، وكانت تتبع إدارياً إلى ناحية الجماعينيات ضمن قضاء نابلس.

### الاحتلال الإسرائيلي
وقعت فرخة في تحت الاحتلال الإسرائيلي بعد حرب النكسة.

### السلطة الفلسطينية
بعد تأسيس السلطة الفلسطينية، قسمت أراضي القرية إلى ثلاث أقسام: الأول شكل حوالي 48% من أرض القرية، وعرف باسم المنطقة «أ»، بينما القسم الثاني والذي شكل حوالي نسبة 21.6% عرف باسم المنطقة «ب»، أما الأخير فشكل حوالي نسبة 30.4% من أرض القرية، عرف باسم المنطقة «ج». وألحقت إدارياً ضمن محافظة سلفيت.

## الجغرافيا
تقع قرية فرخة في وسط فلسطين، في الجزء الشمالي الغربي من الضفة الغربية، إلى الجنوب الغربي من مركز محافظة سلفيت على بعد قرابة 4 كم منها. وتبلغ مساحتها قرابة 5,675 دونم. يحيط بها من الشرق والشمال مدينة سلفيت، ومن الجنوب قرى بني زيد الشرقية، أما من الغرب فيحدها بلدة بروقين.

## السكان
دخلت فلسطين وفود كبيرة عبر العصور من تجار وغيرهم؛ وذلك لموقعها الهام كنقطة وصل بين القارات، ومركز للحضارات والأديان. يبلغ عدد سكان فرخة حاليا حوالي 1,650 نسمة جميعهم من المسلمين وذلك حسب التعداد العام للسكان 2017 الذي أجراه الجهاز المركزي للإحصاء الفلسطيني.
| السنة      | (1922) | (1931) | (1945) | (1961) | (تعداد 1997) | (تعداد 2007) | (تقدير 2012) | (2017) |
| ---------- | ------ | ------ | ------ | ------ | ------------ | ------------ | ------------ | ------ |
| عدد السكان | 210    | 304    | 280    | 564    | 1,115        | 1,351        | 1,516        | 1,650  |

### أعلام فرخة
- ينسب إلى القرية العالم الإسلامي في الفقه واللغة العربية عبد الله بن أبي عبد الله الدمشقي الفرخاوي الذي توفي عام 818 هـ /1415 م في مدينة الرملة.[18]

## مؤسسات فرخة
يوجد بالقرية مدارستان حكوميتان، وعيادة صحية حكومية، ومبنى للمجلس القروي، ومساجد، وجمعيات، وناد رياضي ويقع على بعد 1 كم من القرية مستشفى سلفيت الحكومي.

## الاقتصاد

### الزراعة
تعد الزراعة القطاع الاقتصادي الرئيسي في البلدة، تنتج البلدة محاصيل الزيتون، والتين، واللوز، والعدس، والقمح وبعض الخضراوات. لكن التوسع العمراني للبلدة والتوسع في البنية التحتية وفتح الشوارع قلص المساحات المزروعة من الأراضي الزراعية.

## وصلات خارجية
- ملف قرية فرخة - معهد الأبحاث التطبيقية (أريج).
- صفحة قرية فرخة - موقع فلسطين في الذاكرة.
- صورة جوية للقرية
- مسح صندوق استكشاف فلسطين الغربية - 1880